# Harpalus affinis
Harpalus affinis es una especie de escarabajo del género Harpalus, familia Carabidae. Fue descrita científicamente por Schrank en 1781.
Habita en Irlanda, Gran Bretaña, Dinamarca, Noruega, Suecia, Finlandia, Francia, Bélgica, Países Bajos, Alemania, Suiza, Austria, Chequia, Eslovaquia, Hungría, Polonia, Estonia, Letonia, Lituania, Bielorrusia, Ucrania, Portugal, España, Italia, Eslovenia, Croacia, Bosnia y Herzegovina, Yugoslavia, Macedonia del norte, Albania, Grecia, Bulgaria, Rumania, Moldavia, Libia, Israel, Palestina, Turquía, Irán, Georgia, Armenia, Azerbaiyán, Kazajistán, 
Corea del Norte, Japón, Nueva Zelanda, Rusia, Mongolia, Estados Unidos y Canadá (se introdujo en América del Norte y ahora está presente en varias provincias canadienses, desde la Columbia Británica hasta las islas Marítimas).
La especie mide de 8,5 a 12 milímetros (0,33 a 0,47 pulgadas) de largo y es de color negro con coloridos reflejos metálicos en la espinilla. Su superficie es de bronce metálico, de color verde o azul.